# Gran Premio del Bahrein 2020
Il Gran Premio del Bahrein 2020 è stata la quindicesima prova della stagione 2020 del campionato mondiale di Formula 1. La gara si è tenuta domenica 29 novembre sul circuito di Manama ed è stata vinta dal britannico Lewis Hamilton su Mercedes, al novantacinquesimo successo nel mondiale; Hamilton ha preceduto all'arrivo l'olandese Max Verstappen e il thailandese Alexander Albon, entrambi su Red Bull Racing-Honda.
Questo Gran Premio segna l'ultima gara in Formula 1 per il pilota francese Romain Grosjean.

## Vigilia

### Sviluppi futuri
A partire dalla prossima stagione, l'Aston Martin, oltre a sostituire come costruttore la Racing Point, fornirà la safety car e la medical car, alternandosi con la Mercedes. Dopo 24 anni, la casa di Stoccarda non sarà più l'unica fornitrice della vettura di sicurezza in Formula 1.
Viene stabilito che a partire dalla stagione 2022 i pannelli luminosi a bordo pista saranno obbligatori sia per i circuiti di Formula 1 che per quelli del Motomondiale.

### Aspetti tecnici
Per questo Gran Premio la Pirelli offre la scelta tra gomme di mescola C2, C3 e C4. Durante i primi 30 minuti delle due sessioni di prove libere del venerdì vengono testati gli pneumatici della prossima stagione, come già avvenuto nel Gran Premio del Portogallo. I piloti avranno a disposizione due treni di gomme a mescola C3.
La Federazione Internazionale dell'Automobile conferma le tre zone DRS utilizzate nel 2019 in cui i piloti possono attivare il dispositivo mobile: la prima zona è stabilita sul rettilineo dei box, con punto per la determinazione del distacco fra piloti posto prima della curva 14; la seconda zona nel tratto compreso tra le curve 3 e 4, con detection point fissato prima della prima curva; la terza zona è stabilita tra le curve 10 e 11, con punto per determinare il distacco fra piloti posto prima della curva 9.
La Federazione colloca all'esterno della quarta curva i sensori per far rispettare ai piloti i limiti del tracciato, causa annullamento del tempo sul giro. Al termine della seconda sessione di prove libere del venerdì il direttore di gara, Michael Masi, dopo aver ascoltato le richieste dei piloti nel corso di un briefing tenutosi al venerdì, ha deciso di abolire i track limits previsti in questa curva. Erano stati ben 33 i tempi annullati nel corso delle due sessione di prove libere.

### Aspetti sportivi
Il Gran Premio era inizialmente programmato per il 22 marzo, come secondo appuntamento del campionato, ma, a causa della pandemia di COVID-19, la FIA è stata costretta a modificare il calendario, annullando e spostando alcune gare. Subito dopo l'annullamento del Gran Premio d'Australia, la gara inaugurale del campionato, la Federazione decise di posticipare, a data di destinarsi, la corsa in Bahrein. Solo ad agosto la Federazione ha riposizionato la gara a novembre, andando a sostituire la data in cui sarebbe dovuto andare in scena il Gran Premio di Abu Dhabi, l'ultimo appuntamento del campionato, spostato al 13 dicembre. È la prima volta che la gara viene corsa in autunno.
Gli organizzatori, alla vigilia del Gran Premio di Turchia, annunciano che la gara si svolge a porte chiuse, come già avvenuto tra il Gran Premio d'Austria, la gara inaugurale della stagione, e il Gran Premio d'Italia, insieme alla prima edizione del Gran Premio dell'Emilia-Romagna e al ritorno del Gran Premio di Turchia stesso.
Il direttore sportivo della Red Bull Racing, Jonathan Wheatley, non è presente all'evento per via della sua positività al SARS-CoV-2.
Il team principal della Ferrari, Mattia Binotto, dopo non essere stato presente al Gran Premio di Turchia, risulta assente al muretto anche in questa occasione e viene sostituito nuovamente dal direttore sportivo Laurent Mekies.
L'israeliano Roy Nissany ha preso parte alla prima sessione di prove libere del venerdì alla guida della Williams al posto di George Russell, mentre Robert Kubica ha preso il posto di Kimi Räikkönen alla guida dell'Alfa Romeo Racing.
La FIA indica l'ex pilota di Formula 1 Mika Salo come commissario aggiunto per la gara. Il finlandese ha già svolto in passato tale funzione, l'ultima al Gran Premio di Russia.

## Prove

### Resoconto
Le prime prove libere si tengono su una pista umida, a causa della leggera pioggia che cade sul tracciato. Ciò ha provocato diversi testacoda. Lewis Hamilton, il più rapido della sessione, coglie comunque un tempo di oltre un secondo più basso del tempo migliore dell'analoga sessione della stagione 2019. A quasi mezzo secondo da Hamilton ha chiuso l'altro pilota della Mercedes, Valtteri Bottas, mentre è stato staccato di quasi un secondo il terzo, Sergio Pérez. Tutti i piloti hanno potuto testare le gomme pensate dalla Pirelli; sono state testate sia per cercare la prestazione sul giro secco, che per una simulazione di gara. L'unico a non utilizzare queste gomme è stato Nicholas Latifi.
La Ferrari ha sfruttato la prima parte della sessione per alcuni test aerodinamici comparati. Sulla monoposto di Charles Leclerc è stato montato un grande rastrello coi tubi di Pitot. È stata anche montata una telecamera HD, al fine di riprendere le flessioni delle singole parti dell'estrattore, dotato anche di adesivi millimetrati, posizionati per misurarne i movimenti. Il monegasco ha lavorato a velocità costante, tra i 150 e i 200 km/h. Sebastian Vettel ha invece utilizzato una vettura tradizionale, per effettuare le sue comparazioni.
La seconda sessione si svolge in notturna e vede ancora Hamilton, quale pilota più veloce. Il campione del mondo, impegnato anche in test aerodinamici a velocità costante, è stato l'unico a completare un giro sotto il muro del minuto e ventinove secondi. Ha preceduto di tre decimi Max Verstappen. L'olandese ha ottenuto il suo miglior tempo nella prima parte della sessione, quando sulla Red Bull Racing erano state montate gomme medie, mentre non è stato capace di migliorarsi quando è passato all'utilizzo delle gomme morbide. Al terzo posto si è classificato Bottas, davanti a Pérez e Ricciardo.
La sessione è stata interrotta, per alcuni minuti, a seguito dell'incidente in cui è incappato l'altro pilota della Red Bull Racing, Alexander Albon. Il thailandese è uscito di pista, sbattendo contro le barriere all'ultima curva. Poco dopo che la direzione di gara ha dato il via libera alle prove, la sessione ha dovuto essere ancora interrotta, questa volta per la presenza in pista di un cane.
La Renault e l'Alfa Romeo Racing sono state multate, rispettivamente, di 600 euro e 200 euro da parte della FIA; Esteban Ocon e Kimi Räikkönen hanno superato il limite di velocità nella corsia dei box.
Dopo la prima giornata di prove, a seguito dell'alto numero di tempi cancellati, ben 33 a causa del taglio, effettuato dai piloti, dei limiti della pista stabiliti all'uscita della curva 4, gli stessi chiedono una revisione della regola. Michael Masi, il direttore di gara della Formula 1, addiviene alla richiesta, stabilendo che i limiti del tracciato non saranno più monitorati, stante la presenza di erba artificiale e ghiaia, nel punto in questione.
La terza sessione viene disputata al sabato pomeriggio, con condizioni atmosferiche e climatiche molto diverse da quella della qualifica, che si svolge, invece, in notturna. I piloti, per tale motivo, compiono solo pochi giri. Il più veloce è stato Max Verstappen, che ha preceduto le due Mercedes di Hamilton e Bottas, e il suo compagno di team alla Red Bull Racing, Alexander Albon.

### Risultati
Nella prima sessione del venerdì si è avuta questa situazione:
| Pos | Nº | Pilota          | Costruttore               | Tempo    | Gap    | Giri |
| --- | -- | --------------- | ------------------------- | -------- | ------ | ---- |
| 1   | 44 | Lewis Hamilton  | Mercedes                  | 1'29"033 |        | 40   |
| 2   | 77 | Valtteri Bottas | Mercedes                  | 1'29"482 | +0"449 | 41   |
| 3   | 11 | Sergio Pérez    | Racing Point-BWT Mercedes | 1'30"000 | +0"967 | 31   |

Nella seconda sessione del venerdì si è avuta questa situazione:
| Pos | Nº | Pilota          | Costruttore           | Tempo    | Gap    | Giri |
| --- | -- | --------------- | --------------------- | -------- | ------ | ---- |
| 1   | 44 | Lewis Hamilton  | Mercedes              | 1'28"971 |        | 28   |
| 2   | 33 | Max Verstappen  | Red Bull Racing-Honda | 1'29"318 | +0"347 | 34   |
| 3   | 77 | Valtteri Bottas | Mercedes              | 1'29"336 | +0"365 | 30   |

Nella sessione del sabato si è avuta questa situazione:
| Pos | Nº | Pilota          | Costruttore           | Tempo    | Gap    | Giri |
| --- | -- | --------------- | --------------------- | -------- | ------ | ---- |
| 1   | 33 | Max Verstappen  | Red Bull Racing-Honda | 1'28"355 |        | 11   |
| 2   | 44 | Lewis Hamilton  | Mercedes              | 1'28"618 | +0"263 | 12   |
| 3   | 77 | Valtteri Bottas | Mercedes              | 1'28"721 | +0"366 | 14   |

## Qualifiche

### Resoconto
Il primo pilota a scendere sul tracciato, George Russell, non completa il giro, e rientra ai box. Il primo, perciò, a far segnare un tempo valido, è Max Verstappen, che chiude con 1'28"885. Nei primi otto minuti della Q1 è l'unico tempo della graduatoria. Successivamente Lewis Hamilton abbassa il limite a 1'28"343, mentre l'altro pilota della Mercedes, Valtteri Bottas, s'intercala fra i due. Sale quarto Pierre Gasly, a sei decimi dal tempo di Hamilton. Il francese precede Carlos Sainz Jr., Sergio Pérez, Esteban Ocon e Alexander Albon.
Risulta in difficoltà Charles Leclerc, che è solo quindicesimo. Il monegasco si è trovato nel traffico, che ha caratterizzato la parte centrale della Q1. Le Mercedes, invece, che non hanno problemi di qualificazione alla fase successiva, decidono comunque di affrontare di nuovo la pista, per studiare meglio il comportamento degli pneumatici, soprattutto quelli di mescola morbida, nel caso di due giri veloci in successione. George Russell rimonta all'ottavo posto, Sebastian Vettel al sesto, prima di essere preceduto proprio dal suo compagno di scuderia, Leclerc. Chi fa anche meglio è Lance Stroll che, all'ultimo tentativo, sale secondo. Albon scala terzo, Daniel Ricciardo coglie l'ottavo rilievo cronometrico, mentre Lando Norris, molto veloce nei primi settori della pista, decide di abortire il giro, in quanto ormai sicuro della qualificazione. Sono eliminati i due piloti dell'Alfa Romeo Racing, i due della Haas e Nicholas Latifi.
Anche in Q2 i piloti decidono di attendere qualche minuto, prima di affollare la pista. Occorre attendere tre minuti prima di vedere in pista i piloti, ad eccezione dei due della AlphaTauri. La McLaren di Carlos Sainz Jr. rimane ferma sul rettilineo. Viene interrotta la sessione con bandiera rossa, al fine di consentire di evacuare la monoposto. Anche in questa fase il primo che si pone al comando della lista dei tempi è Verstappen (1'28"025). Il suo compagno di scuderia, Albon, si piazza a sette decimi, battendo di un decimo Norris. A soli 17 millesimi dal britannico si posiziona Sergio Pérez. Poco dopo Lewis Hamilton ferma il tempo su 1'27"586, nuovo record del tracciato. Bottas, l'altro pilota della Mercedes, è staccato di quasi mezzo secondo dal britannico, facendo peggio anche di Verstappen.
A quattro minuti dal termine di questa seconda fase ben nove piloti non hanno ancora fatto segnare un tempo valido. Esteban Ocon sale settimo, battuto dall'altro pilota della Renault, Daniel Ricciardo, che è quarto. Anche le due AlphaTauri si posizionano nella top 10. Non accedono alla Q3 i due piloti della Scuderia Ferrari, Stroll, Russell e Sainz Jr., che non ha, di fatto, potuto compiere un solo giro nella sessione.
Nella fase decisiva Lando Norris ottiene 1'29"029, rapidamente battuto da Esteban Ocon e Alexander Albon. Hamilton chiude il suo primo giro rapido in 1'27"677, con un tempo non dissimile da quello colto in Q2, con gomme medie. Verstappen, secondo, è distante due decimi, ed è capace di fare meglio di Bottas di 98 millesimi. Pérez scala quarto, ultimo pilota a meno di un secondo dal tempo di Hamilton. Col secondo tentativo Hamilton migliora ancora, abbassando il record della pista a 1'27"264; si migliora anche Bottas (1'27"553): tale tempo permette al finlandese di scalzare al secondo posto Verstappen. L'altra Red Bull Racing, quella di Albon, completa la seconda fila.
Lewis Hamilton conquista la sua novantottesima pole position della sua carriera nel mondiale di Formula 1. Essa rappresenta anche la centoventicinquesima per la Mercedes, come costruttore.

### Risultati
Nella sessione di qualifica si è avuta questa situazione:
| Pos                         | Nº | Pilota             | Costruttore               | Q1       | Q2          | Q3       | Griglia |
| --------------------------- | -- | ------------------ | ------------------------- | -------- | ----------- | -------- | ------- |
| 1                           | 44 | Lewis Hamilton     | Mercedes                  | 1'28"343 | 1'27"586    | 1'27"264 | 1       |
| 2                           | 77 | Valtteri Bottas    | Mercedes                  | 1'28"767 | 1'28"063    | 1'27"553 | 2       |
| 3                           | 33 | Max Verstappen     | Red Bull Racing-Honda     | 1'28"885 | 1'28"025    | 1'27"678 | 3       |
| 4                           | 23 | Alexander Albon    | Red Bull Racing-Honda     | 1'28"732 | 1'28"749    | 1'28"274 | 4       |
| 5                           | 11 | Sergio Pérez       | Racing Point-BWT Mercedes | 1'29"178 | 1'28"894    | 1'28"322 | 5       |
| 6                           | 3  | Daniel Ricciardo   | Renault                   | 1'29"005 | 1'28"648    | 1'28"417 | 6       |
| 7                           | 31 | Esteban Ocon       | Renault                   | 1'29"203 | 1'28"937    | 1'28"419 | 7       |
| 8                           | 10 | Pierre Gasly       | AlphaTauri-Honda          | 1'28"971 | 1'29"008    | 1'28"448 | 8       |
| 9                           | 4  | Lando Norris       | McLaren-Renault           | 1'29"464 | 1'28"877    | 1'28"542 | 9       |
| 10                          | 26 | Daniil Kvjat       | AlphaTauri-Honda          | 1'29"158 | 1'28"944    | 1'28"618 | 10      |
| 11                          | 5  | Sebastian Vettel   | Ferrari                   | 1'29"142 | 1'29"149    | N.D.     | 11      |
| 12                          | 16 | Charles Leclerc    | Ferrari                   | 1'29"137 | 1'29"165    | N.D.     | 12      |
| 13                          | 18 | Lance Stroll       | Racing Point-BWT Mercedes | 1'28"679 | 1'29"557    | N.D.     | 13      |
| 14                          | 63 | George Russell     | Williams-Mercedes         | 1'29"294 | 1'31"218    | N.D.     | 14      |
| 15                          | 55 | Carlos Sainz Jr.   | McLaren-Renault           | 1'28"975 | senza tempo | N.D.     | 15      |
| 16                          | 99 | Antonio Giovinazzi | Alfa Romeo Racing-Ferrari | 1'29"491 | N.D.        | N.D.     | 16      |
| 17                          | 7  | Kimi Räikkönen     | Alfa Romeo Racing-Ferrari | 1'29"810 | N.D.        | N.D.     | 17      |
| 18                          | 20 | Kevin Magnussen    | Haas-Ferrari              | 1'30"111 | N.D.        | N.D.     | 18      |
| 19                          | 8  | Romain Grosjean    | Haas-Ferrari              | 1'30"138 | N.D.        | N.D.     | 19      |
| 20                          | 6  | Nicholas Latifi    | Williams-Mercedes         | 1'30"182 | N.D.        | N.D.     | 20      |
| Tempo limite 107%: 1'34"527 |    |                    |                           |          |             |          |         |

In grassetto sono indicate le migliori prestazioni in Q1, Q2 e Q3.

## Gara

### Resoconto
Il poleman Lewis Hamilton parte bene e mantiene il comando della gara. Dietro, invece, Valtteri Bottas è autore di una brutta partenza e viene passato sia da Max Verstappen che da Sergio Pérez. Nelle retrovie c'è un contatto tra la Haas di Romain Grosjean e l'AlphaTauri di Daniil Kvjat. La monoposto del pilota francese colpisce quasi perpendicolarmente le barriere a bordo pista e si spezza in due: il danno provoca la separazione del serbatoio dal sistema di alimentazione, con conseguente fuoriuscita e deflagrazione del carburante. La cellula di sopravvivenza resta conficcata nel guard-rail, avvolta dalle fiamme. Il pilota riesce a uscire rapidamente dal rogo, accolto dai commissari di pista intervenuti per spegnere le fiamme e dal medico presente sulla medical car che seguiva la fila di vetture al via. La gara viene immediatamente interrotta con bandiera rossa. Grosjean, che presenta leggere ustioni alle mani, viene trasportato prima al centro medico del circuito, poi all'ospedale di Manama.
Dopo una lunga riparazione delle barriere, la gara riprende dopo quasi 80 minuti di attesa. I piloti si rischierano sulla griglia di partenza, sulla base delle classifica stilata al momento del passaggio delle monoposto alla linea della safety car, posta poco dopo il via. Hamilton parte primo, seguito da Verstappen e Pérez. Nel primo giro di ripartenza c'è un nuovo contatto, questa volta tra la Racing Point di Lance Stroll e nuovamente la monoposto di Kvjat, la vettura del canadese si ribalta. La direzione di gara decide di inviare in pista la vettura di sicurezza per permettere il recupero della vettura, da cui il pilota esce incolume.
Alle spalle dei primi tre ci sono Alexander Albon, Lando Norris, Esteban Ocon e Charles Leclerc. Valtteri Bottas ha approfittato della safety car per cambiare le gomme, ma ciò lo fa scendere lontano dalla zona dei punti. Il Gran Premio riprende al nono giro e, due giri dopo, Sainz passa Leclerc. Il ferrarista, che ha cercato di difendersi dall'attacco dello spagnolo, cede subito una posizione anche a Daniel Ricciardo. Nei giri successivi Hamilton amplia il margine su Verstappen a 3"2, a 8"7 su Pérez, 12"9 su Albon e 18"2 su Norris.
Al diciassettesimo giro si fermano alla sosta Esteban Ocon, Daniel Ricciardo, Kvjat e Räikkönen. Il giro successivo è il turno per Norris, poi tocca, al diciannovesimo giro, anche a Lewis Hamilton e Alexander Albon, che optano per gomme medie. Ciò significa che il britannico sarà costretto sicuramente a una seconda sosta, per montare gomme diverse, essendo partito sempre con gomme a mescola media. Anche Max Verstappen e Sergio Pérez passano ai box, al ventesimo giro, ma optano per le gomme a mescola più dura. Carlos Sainz si ferma il giro successivo, in cui Albon passa Leclerc, per quello che, dopo il pit stop dello spagnolo, è il quinto posto. Pérez, al ventiduesimo giro, passa Gasly, e riconquista la terza posizione. La classifica recita Lewis Hamilton, con un gap di 4"8 su Verstappen, 17"4 su Perez. Seguono, poi, Pierre Gasly, Albon, Leclerc, Bottas, Norris e le due Renault. Si ferma ancora Leclerc, che aveva cambiato le gomme durante l'interruzione della gara, e scende all'undicesimo posto. Nel frattempo Bottas cede una posizione a Lando Norris. Nei giri successivi le due Renault sono entrambe superate dal rimontante Carlos Sainz.
Al trentaquattresimo giro effettuano una nuova sosta le due Red Bull Racing. Entrambi optano per le gomme dure. Il cambio gomme di Verstappen spinge anche Hamilton a effettuare subito la seconda sosta. Il britannico monta gomme hard, rientrando in gara sempre primo, poco davanti a Sergio Pérez. Il messicano della Racing Point passa ai box già al trentaseiesimo giro per montare pneumatici a mescola dura. Lo seguono anche le due Renault. I due piloti della scuderia francese rientrano in pista molto vicini, con Ricciardo che, alla fine, ha la meglio sul compagno di scuderia. Anche Norris e Bottas si fermano per un secondo cambio gomme.
Al trentanovesimo giro Alexander Albon supera Sainz per il quarto posto. Il giro successivo, dopo aver ceduto una posizione allo spagnolo, Leclerc passa al cambio degli pneumatici. La classifica vede sempre al comando Lewis Hamilton, che precede Max Verstappen, Perez, Albon, Gasly, che non si è ancora fermato per la seconda volta, Norris, Sainz, Ricciardo, Ocon e Bottas. Pochi giri dopo Norris sorpassa Gasly, mentre Max Verstappen, che ha un discreto margine su Pérez, si ferma per la terza volta. L'olandese monta gomme morbide, al fine di assicurarsi il giro veloce, con annesso punto addizionale. Gasly, che cerca di chiudere la gara senza altri cambi gomme, non può resistere però, al cinquantunesimo giro, a Carlos Sainz
La gara di Sergio Pérez, al momento terzo, s'interrompe a quattro giri dalla fine, col motore che cede e che prende fuoco. Il messicano deve fermare la sua vettura e la direzione di gara deve ancora inviare in pista la safety car. Il Gran Premio termina, di fatto, con la vettura di sicurezza. Lewis Hamilton conquista la sua novantacinquesima vittoria nel campionato mondiale di Formula 1. Completano il podio le due Red Bull Racing.

### Risultati
I risultati del Gran Premio sono i seguenti:
| Pos | Nº | Pilota             | Costruttore               | Giri | Tempo/Ritiro            | Griglia | Punti |
| --- | -- | ------------------ | ------------------------- | ---- | ----------------------- | ------- | ----- |
| 1   | 44 | Lewis Hamilton     | Mercedes                  | 57   | 2h59'47"515             | 1       | 25    |
| 2   | 33 | Max Verstappen     | Red Bull Racing-Honda     | 57   | +1"254                  | 3       | 19    |
| 3   | 23 | Alexander Albon    | Red Bull Racing-Honda     | 57   | +8"005                  | 4       | 15    |
| 4   | 4  | Lando Norris       | McLaren-Renault           | 57   | +11"337                 | 9       | 12    |
| 5   | 55 | Carlos Sainz Jr.   | McLaren-Renault           | 57   | +11"787                 | 15      | 10    |
| 6   | 10 | Pierre Gasly       | AlphaTauri-Honda          | 57   | +11"942                 | 8       | 8     |
| 7   | 3  | Daniel Ricciardo   | Renault                   | 57   | +19"368                 | 6       | 6     |
| 8   | 77 | Valtteri Bottas    | Mercedes                  | 57   | +19"680                 | 2       | 4     |
| 9   | 31 | Esteban Ocon       | Renault                   | 57   | +22"803                 | 7       | 2     |
| 10  | 16 | Charles Leclerc    | Ferrari                   | 56   | +1 giro                 | 12      | 1     |
| 11  | 26 | Daniil Kvjat       | AlphaTauri-Honda          | 56   | +1 giro                 | 10      |       |
| 12  | 63 | George Russell     | Williams-Mercedes         | 56   | +1 giro                 | 14      |       |
| 13  | 5  | Sebastian Vettel   | Ferrari                   | 56   | +1 giro                 | 11      |       |
| 14  | 6  | Nicholas Latifi    | Williams-Mercedes         | 56   | +1 giro                 | 20      |       |
| 15  | 7  | Kimi Räikkönen     | Alfa Romeo Racing-Ferrari | 56   | +1 giro                 | 17      |       |
| 16  | 99 | Antonio Giovinazzi | Alfa Romeo Racing-Ferrari | 56   | +1 giro                 | 16      |       |
| 17  | 20 | Kevin Magnussen    | Haas-Ferrari              | 56   | +1 giro                 | 18      |       |
| 18  | 11 | Sergio Pérez       | Racing Point-BWT Mercedes | 53   | Motore                  | 5       |       |
| Rit | 18 | Lance Stroll       | Racing Point-BWT Mercedes | 2    | Collisione con D. Kvjat | 13      |       |
| Rit | 8  | Romain Grosjean    | Haas-Ferrari              | 0    | Collisione con D. Kvjat | 19      |       |

Max Verstappen riceve un punto addizionale per aver segnato il giro più veloce della gara.

## Classifiche mondiali

### Piloti
| Pos | Pilota             | Punti |
| --- | ------------------ | ----- |
| 1   | Lewis Hamilton     | 332   |
| 2   | Valtteri Bottas    | 201   |
| 3   | Max Verstappen     | 189   |
| 4   | Daniel Ricciardo   | 102   |
| 5   | Sergio Pérez       | 100   |
| 6   | Charles Leclerc    | 98    |
| 7   | Lando Norris       | 86    |
| 8   | Carlos Sainz Jr.   | 85    |
| 9   | Alexander Albon    | 85    |
| 10  | Pierre Gasly       | 71    |
| 11  | Lance Stroll       | 59    |
| 12  | Esteban Ocon       | 42    |
| 13  | Sebastian Vettel   | 33    |
| 14  | Daniil Kvjat       | 26    |
| 15  | Nico Hülkenberg    | 10    |
| 16  | Kimi Räikkönen     | 4     |
| 17  | Antonio Giovinazzi | 4     |
| 18  | Romain Grosjean    | 2     |
| 19  | Kevin Magnussen    | 1     |

### Costruttori
| Pos | Costruttore               | Punti |
| --- | ------------------------- | ----- |
| 1   | Mercedes                  | 533   |
| 2   | Red Bull Racing-Honda     | 274   |
| 3   | McLaren-Renault           | 171   |
| 4   | Racing Point-BWT Mercedes | 154   |
| 5   | Renault                   | 144   |
| 6   | Ferrari                   | 131   |
| 7   | AlphaTauri-Honda          | 97    |
| 8   | Alfa Romeo Racing-Ferrari | 8     |
| 9   | Haas-Ferrari              | 3     |